# Mordellochroidea castanea
Mordellochroidea castanea es una especie de coleóptero de la familia Mordellidae.

## Distribución geográfica
Habita en República Democrática del  Congo.